# ガルー

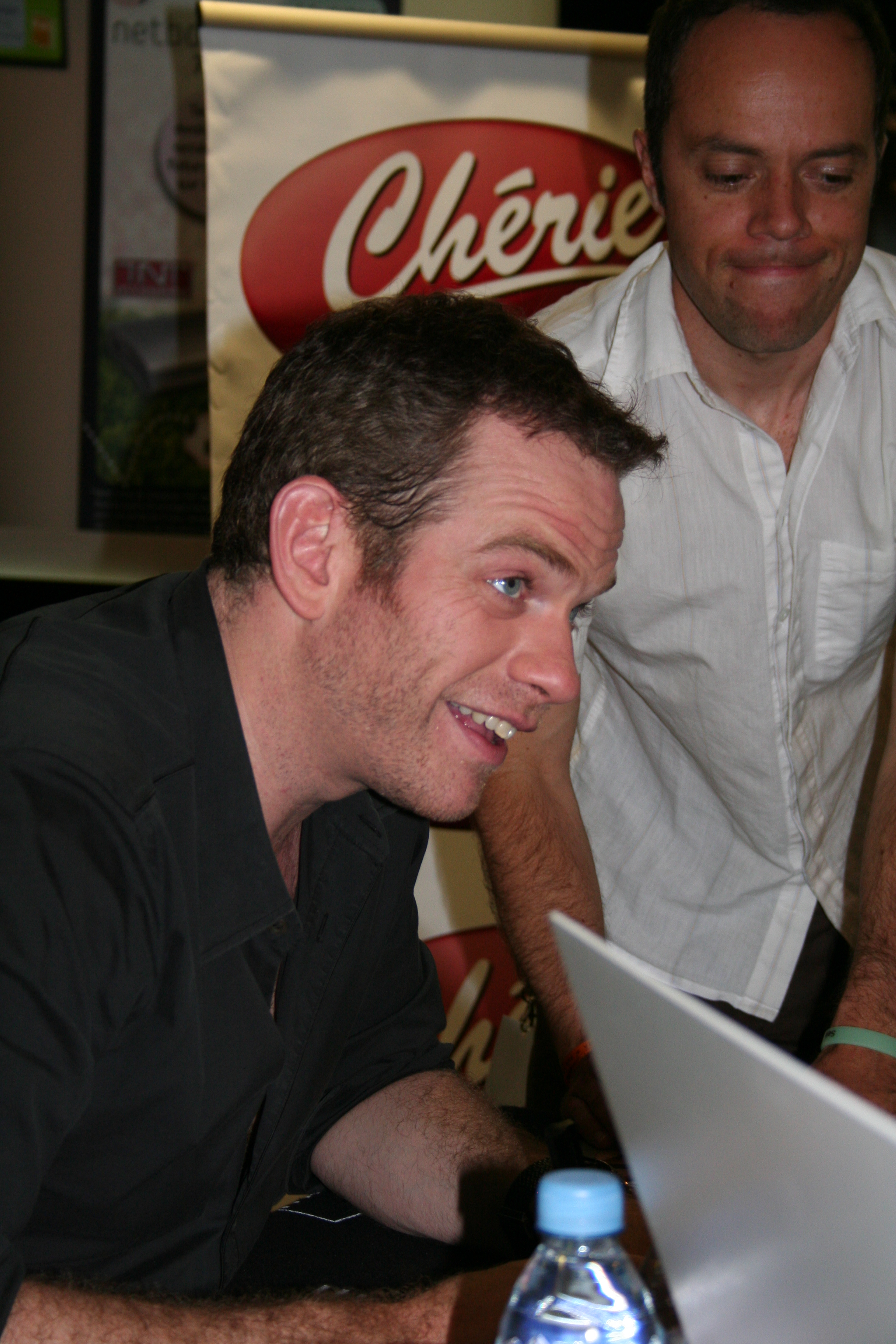
ガルー

ガルー（Garou, 1972年6月26日-）はカナダ・ケベック州出身の歌手。

## 経歴
1972年、ケベック州シェルブルックで生まれる。本名はピエール・ガラン(Pierre Garand)。
1997年、マゴグのバーで歌っているところをケベックの作詞家リュック・プラモンドンに見出される。ヴィクトル・ユーゴー原作のミュージカル『ノートルダム・ド・パリ』の作詞を担当したプラモンドンは、ガルーにそのオーディションに出るように勧めた。ガルーは見事カジモド役に選ばれ、1998年にパリで初演されたこのミュージカルは大成功を収め、ガルーの知名度を高めた。
2000年、『Seul』でＣＤデビュー。収録曲『Sous le vent』では同じケベック出身のセリーヌ・ディオンとデュエットする。このアルバムはフランス語圏で大ヒットし、フランスではミリオンセラーとなる。
2008年には『Piece of My Soul』という初の英語アルバムを発表した。
2010年2月12日、バンクーバーオリンピック開会式に登場し、ジャン＝ピエール・フェルラン (Jean-Pierre Ferland)の曲「Un peu plus haut, un peu plus loin」を歌唱した。

## ディスコグラフィー

### CD
- 2000年 - Seul
- 2001年 - Seul...avec vous （ライブアルバム）
- 2003年 - Reviens
- 2006年 - Garou
- 2008年 - Piece of My Soul
- 2009年 - Gentleman cambrioleur
- 2010年 - Version intégrale
- 2012年 - Rhythm and Blues
- 2013年 - Au milieu de ma vie
- 2014年 - It's Magic! (France) / Xmas Blues (Canada)
- 2019年 - Soul City
- 2022年 - Garou joue Dassin

### DVD
- 2002年 - Live à Bercy
- 2005年 - Routes